# Araeopus flavus
Araeopus flavus är en tvåvingeart som beskrevs av Lyneborg 1983. Araeopus flavus ingår i släktet Araeopus och familjen stilettflugor. Inga underarter finns listade.